# Aeroportul Tidjikja
Aeroportul Tidjikja (IATA: TIY, ICAO: GQND) este un aeroport din Mauritania ce deservește zona Tidjikdja. A fost numit după zona deservită.
Situat la o altitudine de 401 m, aeroportul dispune de o singură pistă.